# Список самых кассовых фильмов

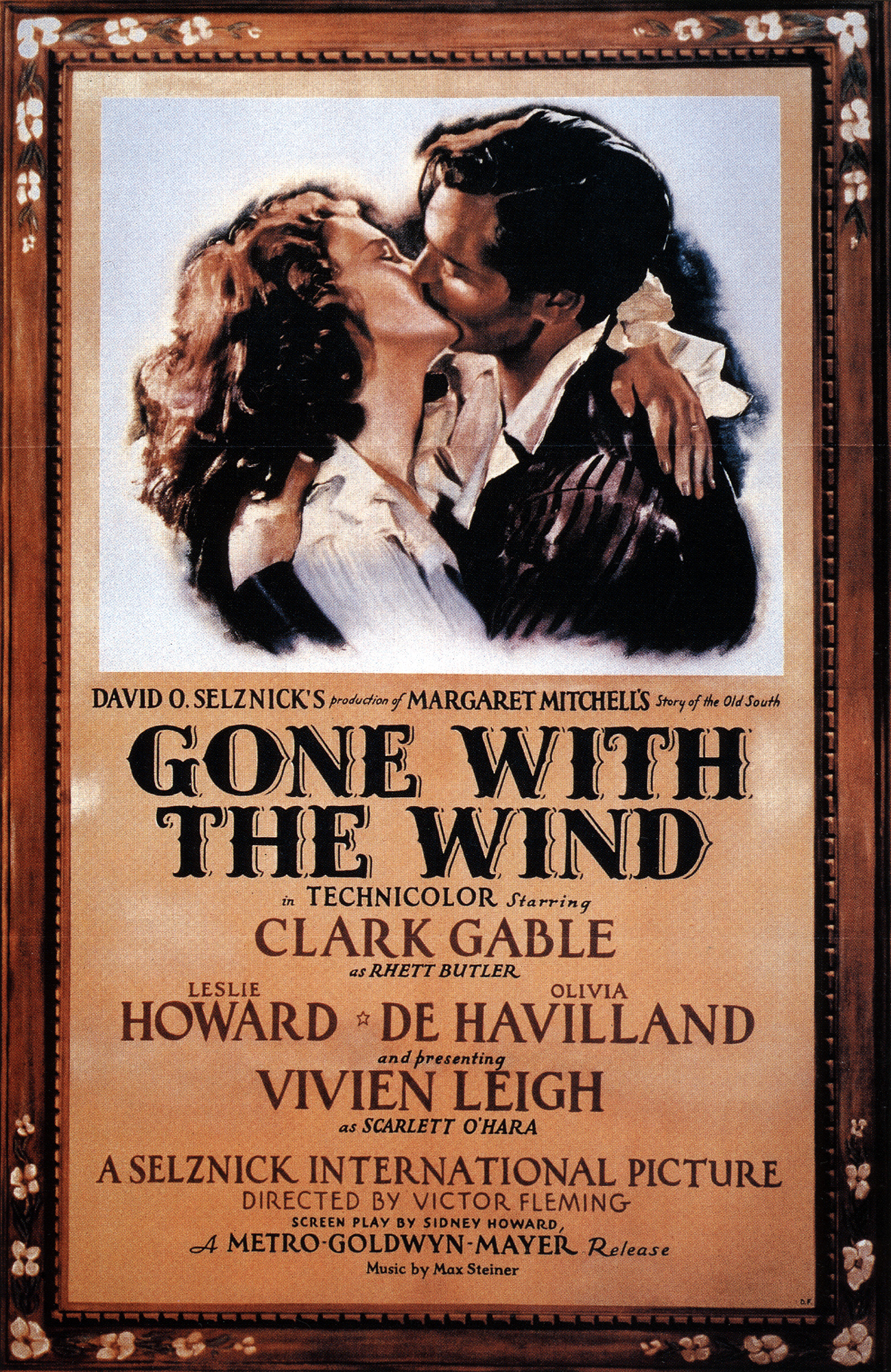
Фильм «Унесённые ветром» (1939) на протяжении более двадцати пяти лет являлся самым кассовым фильмом в истории кинематографа, а с учётом инфляции остаётся таковым и до сих пор

Фильмы приносят доход из нескольких источников, включая кинопрокат, продажу и аренду на цифровых носителях, мерчандайзинг, а также права на телевизионные трансляции и стриминг. Тем не менее основным показателем коммерческого успеха фильма считаются театральные кассовые сборы, главным образом из-за доступности данных в сравнении с другими показателями, а также из-за исторической практики. В статье представлены списки самых кассовых фильмов за всю историю кинематографа (как по номинальной стоимости, так и с учётом инфляции), кассовых лидеров по годам и хронология самых кассовых фильмов, а также список самых кассовых серий фильмов и кинофраншиз. Все таблицы составляются на основе международного проката по данным сайта Box Office Mojo, если не указан другой источник.
Традиционно мюзиклы, военные фильмы и исторические драмы были самыми популярными жанрами, но в XXI веке по кассовым сборам стали преобладать кинофраншизы. Лидирующие позиции среди них на данный момент занимают фильмы о супергероях. Суммарные сборы фильмов медиафраншизы «Кинематографическая вселенная Marvel» превышают 31 млрд $, а картина «Мстители: Финал» (2019), четвёртая часть саги о «Мстителях» и 22-й фильм серии, занимает второе место в списке. Также заметное место занимают франшизы «Гарри Поттер» Дж. К. Роулинг, «Средиземье» Джона Р.Р. Толкина, «Форсаж» и «Пираты Карибского моря». Хотя большинство фильмов в списке являются ремейками или сиквелами, возглавляет список оригинальная кинолента «Аватар» (2009). Неизменно хорошими показателями отмечаются мультфильмы, среди которых наибольший успех имеют картины Walt Disney Animation Studios, Pixar, DreamWorks Animation и Illumination.
Несмотря на то, что инфляция подорвала достижения большинства фильмов первой половины XX века и 1960—1970-х годов, есть кинофраншизы того периода, которые всё ещё активны. Помимо франшиз «Звёздные войны» и «Супермена», франшизы «Джеймс Бонд» и «Звёздный путь» периодически выходят в свет; все четыре являются одними из самых кассовых серий. Некоторые из старых фильмов, ранее считавшиеся самыми кассовыми, благодаря повторным прокатам всё ещё конкурируют с современными лидерами, но большинство ввиду более высоких сегодняшних цен на билеты — уже нет. Однако при правильном расчёте уровня инфляции самый кассовый фильм того времени «Унесённые ветром» (1939) по-прежнему остаётся самым кассовым фильмом всех времён. Все сборы в списке выражены в долларах США по актуальному курсу на момент выхода фильма, если не указана другая валюта.

## Самые кассовые фильмы

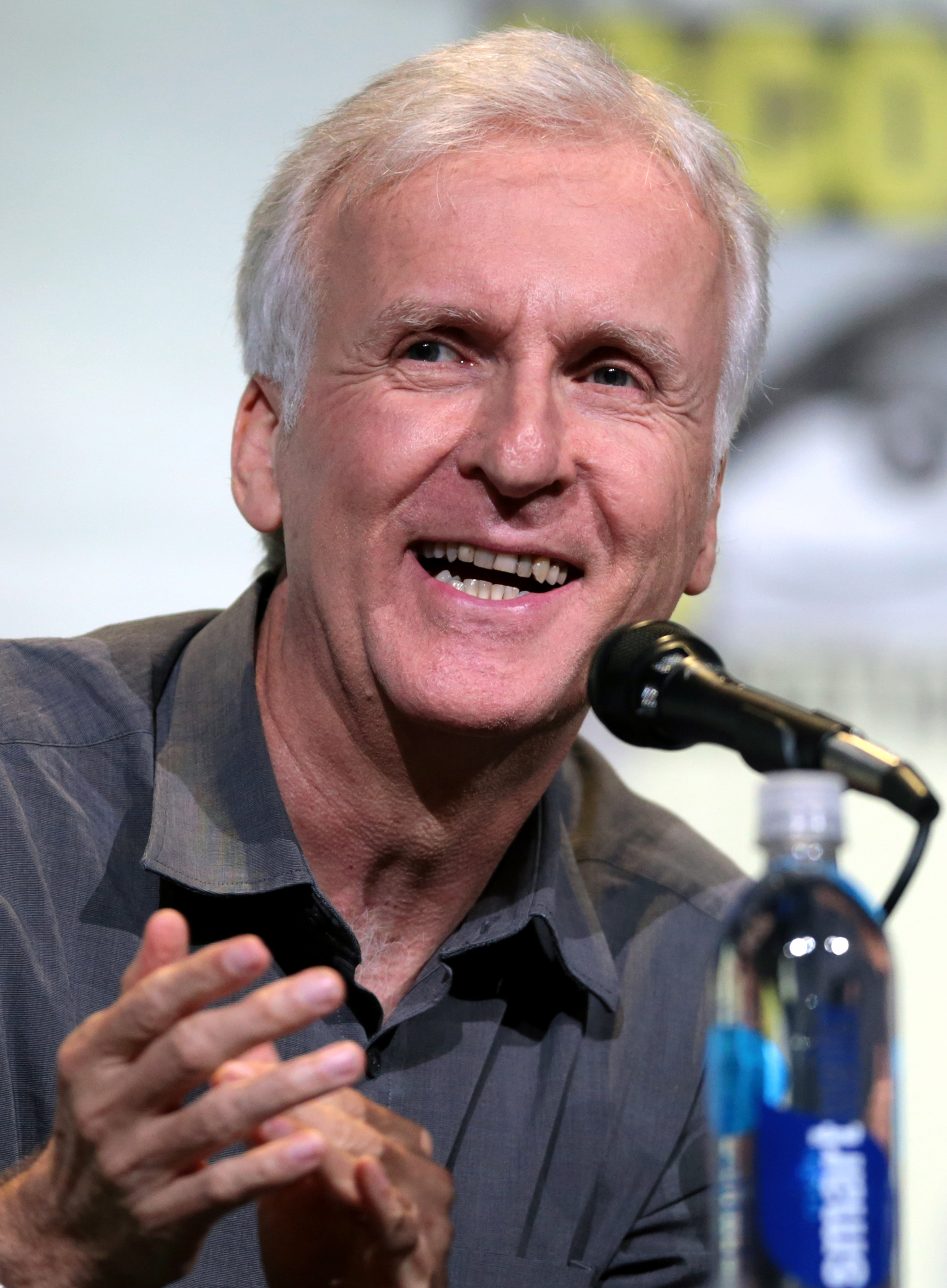
Джеймс Кэмерон — режиссёр и сценарист «Аватара» (2009), самого кассового фильма в истории. Он единственный режиссёр, три фильма которого заработали в прокате более двух миллиардов долларов

При мировых сборах более 2,9 млрд $ фильм «Аватар» называют «самым кассовым» фильмом, но такие заявления обычно относятся только к театральным доходам и не учитывают инфляцию и другие источники дохода, которые могут составлять значительную часть доходов фильма. Так, с учётом инфляции, картина уступает фильму «Титаник» (1997). Но даже если не учитывать инфляцию, о которой подробно написано ниже, следует брать во внимание другие показатели: «Титаник» в дополнение к 2,2 млрд $, которые он собрал в кинотеатрах, заработал более 1,2 млрд $ на продажах и аренде видео и DVD. Хотя полные данные о продажах для фильма «Аватар» отсутствуют, он заработал 345 млн $ от продажи шестнадцати млн DVD и Blu-ray в Северной Америке и в общей сложности более 30 млн DVD и Blu-ray по всему миру. После учёта дохода от домашнего видео каждый фильм заработал более 3 млрд $. Права на телевещание также существенно увеличивают доходы фильма, поскольку за пару показов на телевидении фильм получает 20—25 % прибыли от кинопроката, что превышает доходы от pay-per-view; «Титаник» заработал ещё 55 млн $ за право вещания на NBC и HBO, что составляет около 9 % его валового дохода в Северной Америке.
Если фильм пригоден в коммерческой собственности, то его вспомогательные доходы могут сильно превышать доходы от кинопроката и домашнего видео. «Король Лев» в сумме от кинопроката и домашнего видео заработал более 2 млрд $, но эти суммы меркнут по сравнению с 6 млрд, заработанными от продажи билетов на постановку мюзикла. Мерчандайзинг также может быть чрезвычайно прибыльным: тот же «Король Лев» продал товары на сумму 3 млрд $, в то время как фильм «Тачки» (2006), заработавший 462 млн $ в кинопрокате, что весьма скромно по сравнению с другими фильмами Pixar, за 5 лет с момента выпуска в 2006 году продали товаров на 8 млрд $. Также огромным успехом Pixar стала картина «История игрушек: Большой побег» (2010), которая в дополнение к 1 млрд $ кассовых сборов принесла почти 10 млрд на продаже товаров.
В данной таблице отражены доходы фильмов от кинопроката. 57 фильмов заработали более одного миллиарда долларов, семь — более двух миллиардов. Джеймс Кэмерон снял три фильма, сборы которых выше двух миллиардов долларов. Два фильма братьев Руссо собрали более двух миллиардов долларов; ещё один — более одного миллиарда долларов. Два фильма Джея Джея Абрамса также собрали более одного миллиарда долларов, один из них — более двух миллиардов долларов. Кристофер Нолан, Питер Джексон, Майкл Бэй, Джосс Уидон, Джеймс Ван, Джон Уоттс, Крис Бак и Дженнифер Ли (Бак и Ли выступили сорежиссёрами двух фильмов) сняли по два фильма, собравших более одного миллиарда долларов.
Цветом фона    выделены фильмы, находящиеся в прокате на неделе, начинающейся с 25 апреля 2025 года.
| №   | Пик | Название фильма                                 | Всемирные сборы | Год  | Прим.                                |
| --- | --- | ----------------------------------------------- | --------------- | ---- | ------------------------------------ |
| 1   | 1   | Аватар                                          | 2 923 710 708   | 2009 | [ # 1 ] [ # 2 ] [ 13 ]               |
| 2   | 1   | Мстители: Финал                                 | 2 799 439 100   | 2019 | [ # 3 ] [ # 4 ] [ 14 ]               |
| 3   | 3   | Аватар: Путь воды                               | 2 320 250 281   | 2022 | [ 15 ]                               |
| 4   | 1   | Титаник                                         | 2 264 812 968   | 1997 | [ # 5 ] [ # 6 ] [ 16 ]               |
| 5   | 5   | Нэчжа побеждает Царя драконов                   | 2 218 780 000   | 2025 | [ 17 ] [ 18 ]                        |
| 6   | 3   | Звёздные войны: Пробуждение силы                | 2 071 310 218   | 2015 | [ # 7 ] [ # 8 ] [ 19 ]               |
| 7   | 4   | Мстители: Война бесконечности                   | 2 052 415 039   | 2018 | [ # 9 ] [ # 10 ] [ 20 ]              |
| 8   | 6   | Человек-паук: Нет пути домой                    | 1 921 426 073   | 2021 | [ 21 ]                               |
| 9   | 8   | Головоломка 2                                   | 1 698 863 816   | 2024 | [ 22 ]                               |
| 10  | 3   | Мир юрского периода                             | 1 671 537 444   | 2015 | [ # 11 ] [ # 12 ]                    |
| 11  | 7   | Король Лев                                      | 1 662 020 819   | 2019 | [ # 13 ] [ # 4 ]                     |
| 12  | 3   | Мстители                                        | 1 520 538 536   | 2012 | [ # 14 ] [ # 15 ] [ 23 ]             |
| 13  | 4   | Форсаж 7                                        | 1 515 342 457   | 2015 | [ # 16 ] [ # 17 ]                    |
| 14  | 11  | Топ Ган: Мэверик                                | 1 495 696 292   | 2022 | [ 24 ]                               |
| 15  | 10  | Холодное сердце 2                               | 1 453 683 476   | 2019 | [ # 18 ] [ # 19 ]                    |
| 16  | 14  | Барби                                           | 1 447 038 421   | 2023 | [ 25 ]                               |
| 17  | 5   | Мстители: Эра Альтрона                          | 1 405 018 048   | 2015 | [ # 20 ] [ # 17 ]                    |
| 18  | 15  | Братья Супер Марио в кино                       | 1 360 847 665   | 2023 | [ 26 ]                               |
| 19  | 9   | Чёрная пантера                                  | 1 349 926 083   | 2018 | [ # 21 ] [ # 22 ]                    |
| 20  | 3   | Гарри Поттер и Дары Смерти. Часть 2             | 1 342 480 797   | 2011 | [ # 23 ] [ # 24 ] [ 27 ]             |
| 21  | 20  | Дэдпул и Росомаха                               | 1 338 073 645   | 2024 | [ 28 ]                               |
| 22  | 9   | Звёздные войны: Последние джедаи                | 1 334 407 706   | 2017 | [ # 25 ] [ # 26 ] [ 29 ]             |
| 23  | 12  | Мир юрского периода 2                           | 1 310 469 037   | 2018 | [ # 27 ] [ # 10 ]                    |
| 24  | 5   | Холодное сердце                                 | 1 286 319 131   | 2013 | [ # 28 ] [ # 29 ] [ 30 ] [ комм. 1 ] |
| 25  | 10  | Красавица и чудовище                            | 1 266 115 964   | 2017 | [ # 30 ] [ # 31 ]                    |
| 26  | 15  | Суперсемейка 2                                  | 1 243 225 667   | 2018 | [ # 32 ] [ # 10 ]                    |
| 27  | 11  | Форсаж 8                                        | 1 236 009 236   | 2017 | [ # 33 ] [ # 31 ] [ комм. 2 ]        |
| 28  | 5   | Железный человек 3                              | 1 215 577 205   | 2013 | [ # 34 ] [ # 35 ]                    |
| 29  | 10  | Миньоны                                         | 1 159 457 503   | 2015 | [ # 36 ] [ # 12 ]                    |
| 30  | 12  | Первый мститель: Противостояние                 | 1 155 046 416   | 2016 | [ # 37 ] [ # 38 ] [ 31 ]             |
| 31  | 20  | Аквамен                                         | 1 152 028 393   | 2018 | [ # 39 ] [ # 40 ]                    |
| 32  | 2   | Властелин колец: Возвращение короля             | 1 138 267 561   | 2003 | [ # 41 ] [ # 42 ] [ 32 ]             |
| 33  | 24  | Человек-паук: Вдали от дома                     | 1 132 705 055   | 2019 | [ # 43 ] [ # 4 ]                     |
| 34  | 23  | Капитан Марвел                                  | 1 131 416 446   | 2019 | [ # 44 ] [ # 45 ]                    |
| 35  | 5   | Трансформеры 3: Тёмная сторона Луны             | 1 123 794 079   | 2011 | [ # 46 ] [ # 24 ]                    |
| 36  | 7   | Тёмный рыцарь: Возрождение легенды              | 1 114 976 407   | 2012 | [ # 47 ] [ # 48 ]                    |
| 37  | 7   | 007: Координаты «Скайфолл»                      | 1 108 594 137   | 2012 | [ # 49 ] [ # 50 ]                    |
| 38  | 10  | Трансформеры: Эпоха истребления                 | 1 105 261 713   | 2014 | [ # 51 ] [ # 52 ] [ 33 ]             |
| 39  | 1   | Парк юрского периода                            | 1 104 379 926   | 1993 | [ # 53 ] [ # 54 ] [ 34 ]             |
| 40  | 31  | Джокер                                          | 1 078 958 629   | 2019 | [ # 55 ] [ # 19 ]                    |
| 41  | 32  | Звёздные войны: Скайуокер. Восход               | 1 077 022 372   | 2019 | [ # 56 ]                             |
| 42  | 30  | История игрушек 4                               | 1 073 841 394   | 2019 | [ # 57 ] [ # 4 ]                     |
| 43  | 4   | История игрушек: Большой побег                  | 1 067 316 101   | 2010 | [ # 58 ] [ # 59 ] [ 35 ]             |
| 44  | 3   | Пираты Карибского моря: Сундук мертвеца         | 1 066 179 747   | 2006 | [ # 60 ] [ # 61 ] [ 36 ]             |
| 45  | 46  | Моана 2                                         | 1 059 242 164   | 2024 | [ 37 ]                               |
| 46  | 20  | Изгой-один. Звёздные войны: Истории             | 1 058 684 742   | 2016 | [ # 62 ] [ # 63 ]                    |
| 47  | 34  | Аладдин                                         | 1 054 304 000   | 2019 | [ # 64 ] [ # 4 ]                     |
| 48  | 6   | Пираты Карибского моря: На странных берегах     | 1 046 721 266   | 2011 | [ # 65 ] [ # 66 ]                    |
| 49  | 2   | Звёздные войны. Эпизод I: Скрытая угроза        | 1 046 515 409   | 1999 | [ # 67 ] [ # 6 ] [ 38 ]              |
| 50  | 24  | Гадкий я 3                                      | 1 034 800 131   | 2017 | [ # 68 ] [ # 31 ]                    |
| 51  | 22  | В поисках Дори                                  | 1 029 266 989   | 2016 | [ # 69 ] [ # 38 ]                    |
| 52  | 24  | Зверополис                                      | 1 025 521 689   | 2016 | [ # 70 ] [ # 71 ]                    |
| 53  | 5   | Алиса в Стране чудес                            | 1 025 468 216   | 2010 | [ # 72 ] [ # 73 ]                    |
| 54  | 2   | Гарри Поттер и философский камень               | 1 024 466 594   | 2001 | [ # 74 ] [ # 75 ] [ 39 ]             |
| 55  | 14  | Хоббит: Нежданное путешествие                   | 1 017 106 749   | 2012 | [ # 76 ] [ # 77 ]                    |
| 56  | 4   | Тёмный рыцарь                                   | 1 008 814 732   | 2008 | [ # 78 ] [ # 79 ] [ 40 ]             |
| 57  | 51  | Мир юрского периода: Господство                 | 1 001 978 080   | 2022 | [ 41 ]                               |
| 58  | 2   | Король Лев                                      | 979 046 652     | 1994 | [ # 80 ] [ # 54 ] [ 42 ]             |
| 59  | 54  | Оппенгеймер                                     | 975 498 223     | 2023 | [ 43 ]                               |
| 60  | 19  | Гадкий я 2                                      | 970 766 005     | 2013 | [ # 81 ] [ # 82 ]                    |
| 61  | 30  | Книга джунглей                                  | 967 724 775     | 2016 | [ # 83 ] [ # 71 ]                    |
| 62  | 60  | Гадкий я 4                                      | 963 345 205     | 2024 | [ 44 ]                               |
| 63  | 40  | Джуманджи: Зов джунглей                         | 962 544 585     | 2017 | [ # 84 ] [ # 22 ]                    |
| 64  | 26  | Хоббит: Битва пяти воинств                      | 962 253 946     | 2014 | [ # 85 ] [ # 86 ]                    |
| 65  | 5   | Пираты Карибского моря: На краю света           | 961 691 209     | 2007 | [ # 87 ] [ # 88 ] [ 45 ]             |
| 66  | 10  | Гарри Поттер и Дары Смерти. Часть 1             | 960 897 696     | 2010 | [ 46 ] [ # 89 ] [ # 90 ]             |
| 67  | 24  | Хоббит: Пустошь Смауга                          | 959 079 095     | 2013 | [ # 91 ] [ # 29 ]                    |
| 68  | 58  | Доктор Стрэндж: В мультивселенной безумия       | 955 775 804     | 2022 | [ # 92 ] [ # 93 ] [ 47 ]             |
| 69  | 6   | Гарри Поттер и Орден Феникса                    | 942 859 770     | 2007 | [ 48 ] [ # 94 ] [ # 88 ]             |
| 70  | 6   | В поисках Немо                                  | 941 637 960     | 2003 | [ 49 ] [ # 95 ] [ # 42 ]             |
| 71  | 8   | Гарри Поттер и Принц-полукровка                 | 941 055 851     | 2009 | [ 50 ] [ # 96 ] [ # 97 ]             |
| 72  | 63  | Миньоны: Грювитация                             | 940 203 765     | 2022 | [ 51 ]                               |
| 73  | 4   | Властелин колец: Две крепости                   | 938 210 343     | 2002 | [ # 98 ] [ # 99 ] [ 52 ]             |
| 74  | 6   | Шрек 2                                          | 932 396 221     | 2004 | [ # 100 ] [ # 101 ] [ 53 ]           |
| 75  | 53  | Богемская рапсодия                              | 910 813 521     | 2018 | [ # 102 ] [ # 40 ]                   |
| 76  | 61  | Битва при Чосинском водохранилище               | 902 548 476     | 2021 | [ 54 ]                               |
| 77  | 8   | Гарри Поттер и Кубок огня                       | 897 468 952     | 2005 | [ # 103 ] [ # 104 ] [ 55 ]           |
| 78  | 10  | Человек-паук 3: Враг в отражении                | 895 735 062     | 2007 | [ # 105 ] [ # 106 ]                  |
| 79  | 5   | Властелин колец: Братство Кольца                | 888 104 767     | 2001 | [ 56 ] [ # 107 ] [ # 108 ]           |
| 80  | 15  | Ледниковый период 3: Эра динозавров             | 886 686 817     | 2009 | [ # 109 ] [ # 110 ]                  |
| 81  | 6   | Гарри Поттер и Тайная комната                   | 882 545 232     | 2002 | [ 57 ] [ # 111 ] [ # 112 ]           |
| 82  | 49  | Человек-паук: Возвращение домой                 | 880 944 210     | 2017 | [ # 113 ] [ # 31 ]                   |
| 83  | 40  | 007: Спектр                                     | 880 707 597     | 2015 | [ # 114 ] [ # 8 ]                    |
| 84  | 29  | Ледниковый период 4: Континентальный дрейф      | 877 244 782     | 2012 | [ # 115 ] [ # 48 ]                   |
| 85  | 47  | Тайная жизнь домашних животных                  | 875 698 161     | 2016 | [ # 116 ] [ # 38 ]                   |
| 86  | 45  | Бэтмен против Супермена: На заре справедливости | 874 362 803     | 2016 | [ # 117 ] [ # 118 ]                  |
| 87  | 55  | Война волков 2                                  | 870 325 439     | 2017 | [ # 119 ] [ # 31 ]                   |
| 88  | 11  | Звёздные войны. Эпизод III: Месть ситхов        | 868 390 560     | 2005 | [ 58 ] [ # 120 ] [ # 121 ]           |
| 89  | 34  | Голодные игры: И вспыхнет пламя                 | 865 011 746     | 2013 | [ # 122 ] [ # 123 ]                  |
| 90  | 54  | Стражи Галактики. Часть 2                       | 863 756 903     | 2017 | [ # 124 ] [ # 125 ]                  |
| 91  | 83  | Чёрная пантера: Ваканда навеки                  | 859 208 836     | 2022 | [ 59 ]                               |
| 92  | 43  | Головоломка                                     | 859 076 254     | 2015 | [ # 126 ] [ # 12 ]                   |
| 93  | 65  | Веном                                           | 856 085 161     | 2018 | [ # 127 ] [ # 10 ]                   |
| 94  | 60  | Тор: Рагнарёк                                   | 855 301 806     | 2017 | [ # 128 ] [ # 31 ]                   |
| 95  | 33  | Сумерки. Сага: Рассвет — Часть 2                | 848 593 948     | 2012 | [ # 129 ] [ # 130 ]                  |
| 96  | 90  | Стражи Галактики. Часть 3                       | 845 555 777     | 2023 | [ 60 ]                               |
| 97  | 24  | Начало                                          | 839 030 630     | 2010 | [ 61 ] [ # 131 ] [ # 59 ]            |
| 98  | 19  | Трансформеры: Месть падших                      | 836 303 693     | 2009 | [ # 132 ] [ # 133 ]                  |
| 99  | 7   | Человек-паук                                    | 825 802 095     | 2002 | [ 62 ] [ # 134 ] [ # 108 ]           |
| 100 | 64  | Чудо-женщина                                    | 823 970 682     | 2017 | [ # 135 ] [ # 92 ]                   |

примечания

## Самые кассовые фильмы с учётом инфляции

Уровень инфляции во всём мире постоянно меняется, из-за чего скорректировать кассовые сборы старых и новых фильмов очень трудно.

Из-за долгосрочного эффекта инфляции, особенно значительного роста цен на билеты в кинотеатрах, список без учёта инфляции придаёт гораздо больший вес современным фильмам. Список без учёта инфляции, который обычно можно найти в прессе, не является объективным, поскольку не имеет смысла сравнивать фильмы с большой временной разницей, фильмы более ранних эпох никогда не появятся в современном списке, несмотря на более высокий коммерческий успех при корректировке. Чтобы компенсировать девальвацию валюты, в некоторых списках учитывают инфляцию, но даже эта практика полностью не решает проблему, поскольку цены на билеты и инфляция не обязательно параллельны друг другу. Например, в 1970 году билеты стоили 1,55 $ или около 6,68 в перерасчёте на 2004 год; к 1980 году цены выросли примерно до 2,69, снизившись до 5,50 в перерасчёте на 2004. Цены на билеты также растут разными темпами во всём мире, что ещё больше усложняет процесс корректировки в мировых масштабах.
Ещё одним осложнением является выпуск в нескольких форматах, за которые взимаются разные цены на билеты. Одним из ярких примеров этого явления является «Аватар», также выпущенный в 3D и IMAX: почти две трети билетов на этот фильм были проданы в 3D со средней ценой 10 $, и около одной шестой билетов были проданы в IMAX со средним показателем цены 14,5 $ в сравнении со средней ценой билетов в 7,61 $ для 2D фильмов в кино 2010 года. Социальные и экономические факторы, такие как изменение численности населения и рост международных рынков, также влияют на количество людей, покупающих билеты в кинотеатр, наряду с демографией аудитории: на некоторые фильмы продаётся гораздо больше детских билетов, а билеты в больших городах, где может сосредоточиться большая часть аудитории, стоят дороже.
Система для измерения успеха фильма имеет много неточностей, главным образом потому, что исторически кассовые сборы собираются кинотеатрами и передаются дистрибьютору, который в свою очередь публикует их в средствах массовой информации. Переход на более репрезентативную систему, которая учитывает продажи билетов, а не сборы, также имеет затруднение, потому что единственными данными, доступными для более старых фильмов, являются итоги продаж. Поскольку киноиндустрия в значительной степени ориентирована на маркетинг фильмов, выпущенных в настоящее время, в маркетинговых кампаниях всегда используются данные без учёта инфляции, так что современному блокбастеру намного легче собрать большую кассу, благодаря чему его можно будет называть «самым кассовым фильмом всех времён», поэтому у дистрибьюторов нет стимула для перехода к более надёжному анализу с маркетинговой или даже достойной внимания точки зрения.
Несмотря на трудности, присущие учёту инфляции, было предпринято несколько попыток. Оценки зависят от индекса цен, используемого для корректировки валовых значений и курса обмена, используемого для конвертации между валютами, которые также могут влиять на расчёты, оба из которых могут влиять на окончательный рейтинг в списке с учётом инфляции. «Унесённые ветром», впервые выпущенный в 1939 году, как правило, считается самым кассовым фильмом, Книга рекордов Гиннесса в 2014 году оценила его сборы с учётом инфляции в 3,4 млрд $. Оценки фильма существенно различаются: его владелец, Turner Entertainment, в 2007 году оценил доход в 3,3 млрд $, на несколько лет раньше, чем это сделал Гиннесс; другие оценки варьируются по обе стороны от этой суммы, так, по одной из оценок, в перерасчёте на 2010 год фильм заработал чуть менее 3 млрд $, другой источник утверждает о 3,8 млрд $ в 2006 году. Также нет однозначной оценки того, какой фильм является ближайшим конкурентом «Унесённых ветром». Книга рекордов Гиннесса на вторую строчку поставила «Аватара» с 3 млрд $, в то время как по другим оценкам «Титаник» занял второе место с мировыми сборам почти в 2,9 млрд $ в 2010 году.
| №  | Название                                 | Кассовые сборы  | Год  |
| -- | ---------------------------------------- | --------------- | ---- |
| 1  | Унесённые ветром                         | 4,341,000,000   | 1939 |
| 2  | Аватар                                   | 3,957,000,000   | 2009 |
| 3  | Титаник                                  | Т3,677,000,000  | 1997 |
| 4  | Звёздные войны. Эпизод IV: Новая надежда | 3,563,000,000   | 1977 |
| 5  | Мстители: Финал                          | МФ3,275,000,000 | 2019 |
| 6  | Звуки музыки                             | 2,984,000,000   | 1965 |
| 7  | Инопланетянин                            | 2,917,000,000   | 1982 |
| 8  | Десять заповедей                         | 2,758,000,000   | 1956 |
| 9  | Доктор Живаго                            | 2,615,000,000   | 1965 |
| 10 | Звёздные войны: Пробуждение силы         | 2,577,000,000   | 2015 |

 Инф Расчёт инфляции осуществляется с использованием всемирного индекса потребительских цен Международного валютного фонда. Индекс равномерно применяется к данным сборов, опубликованным в Книге рекордов Гиннесса в 2014 году, начиная с индекса 2014 года. Цифры в приведённой выше таблице учитывают инфляцию, которая происходила с 2014 до 2019 года включительно.
 Т Скорректированный общий показатель Гиннесса для «Титаника» увеличился только на 102 млн $ между выпусками 2012 года (опубликованными в 2011 году) и 2015 года, увеличившись на 4,2 %, как и другие скорректированные сборы в таблице, и не включив доходы от 3D-переиздания в 2012 году. В данных выше сборы в размере 343 550 770 $ от переиздания учитываются и корректируются по состоянию на 2014 год. Также «Титаник» был переиздан в 2017 году, но эти данные здесь не учитываются.
 МФ Для фильма «Мстители: Финал» представлены округлённые до полных миллионов данные за 2019 год без учёта инфляции.

## Самые кассовые фильмы по годам
Данные кассовых сборов приводятся в виде валовой или арендной платы за прокат, причём последняя особенно характерна для более старых фильмов. Обычно ошибочно принимаемая за доход от домашнего видео, аренда — это доля дистрибьютора в театральном доходе фильма, то есть сборы без учёта проката. Исторически сложилось так, что когда дистрибьюторам принадлежали сети кинотеатров, стоимость аренды составляла в среднем 30—40 %, что равнялось чуть более трети от общей суммы, выплачиваемой дистрибьютору фильма. На современном рынке в зависимости от ряда факторов арендная плата может сильно варьироваться, хотя доля фильмов крупных киностудий в среднем составляет 43 %.
На протяжении всего XX века вкусы зрителей были довольно разнообразны, но всё-таки были выявлены некоторые тенденции. В эпоху немого кино популярностью пользовались военные фильмы, а наибольшую популярность приобрели такие картины, как «Рождение нации» (1915), «Четыре всадника Апокалипсиса» (1921), «Большой парад» (1925) и «Крылья» (1927). Их популярность ушла вместе с немым кино к началу 1930-х годов. С появлением звука в 1927 году самым популярным жанром стал мюзикл, наиболее подходящий для демонстрации новой технологии (в 1928 и 1929 годах самыми кассовыми стали именно мюзиклы). Этот жанр продолжал активно приносить прибыль и на протяжении 1930-х, но во время Второй мировой войны вновь начали доминировать военные фильмы, начиная с фильма «Унесённые ветром» (1939) в 1939 году и заканчивая фильмом «Лучшие годы нашей жизни» (1946). Фильм «Самсон и Далила» (1949) ознаменовал начало популярности исторических драм времён античности в течение 1950-х годов, когда кино конкурировало с телевидением: «Камо грядеши» (1951) «Плащаница» (1953), «Десять заповедей» (1956), «Бен-Гур» (1959) и «Спартак» (1960) стали самыми кассовыми фильмами своих годов; впоследствии после нескольких громких неудач жанр начал ослабевать. Успех фильмов «Светлое Рождество» (1954) и «Юг Тихого океана» (1958) в 1950-х годах предвещал возвращение мюзиклов в 1960-х: «Вестсайдская история» (1961), «Мэри Поппинс» (1964), «Моя прекрасная леди» (1964), «Звуки музыки» (1965) и «Смешная девчонка» (1968) стали самыми успешными фильмами десятилетия. 1970-е годы ознаменовались изменением вкусов зрителей к «high-concept» фильмам: шесть таких фильмов, снятых либо Джорджем Лукасом, либо Стивеном Спилбергом возглавляли чарты в 1980-х годах. XXI век стал все более зависимым от франшиз и экранизаций, когда кассовые сборы фильмов рассчитывались на основе популярности существующей серии.

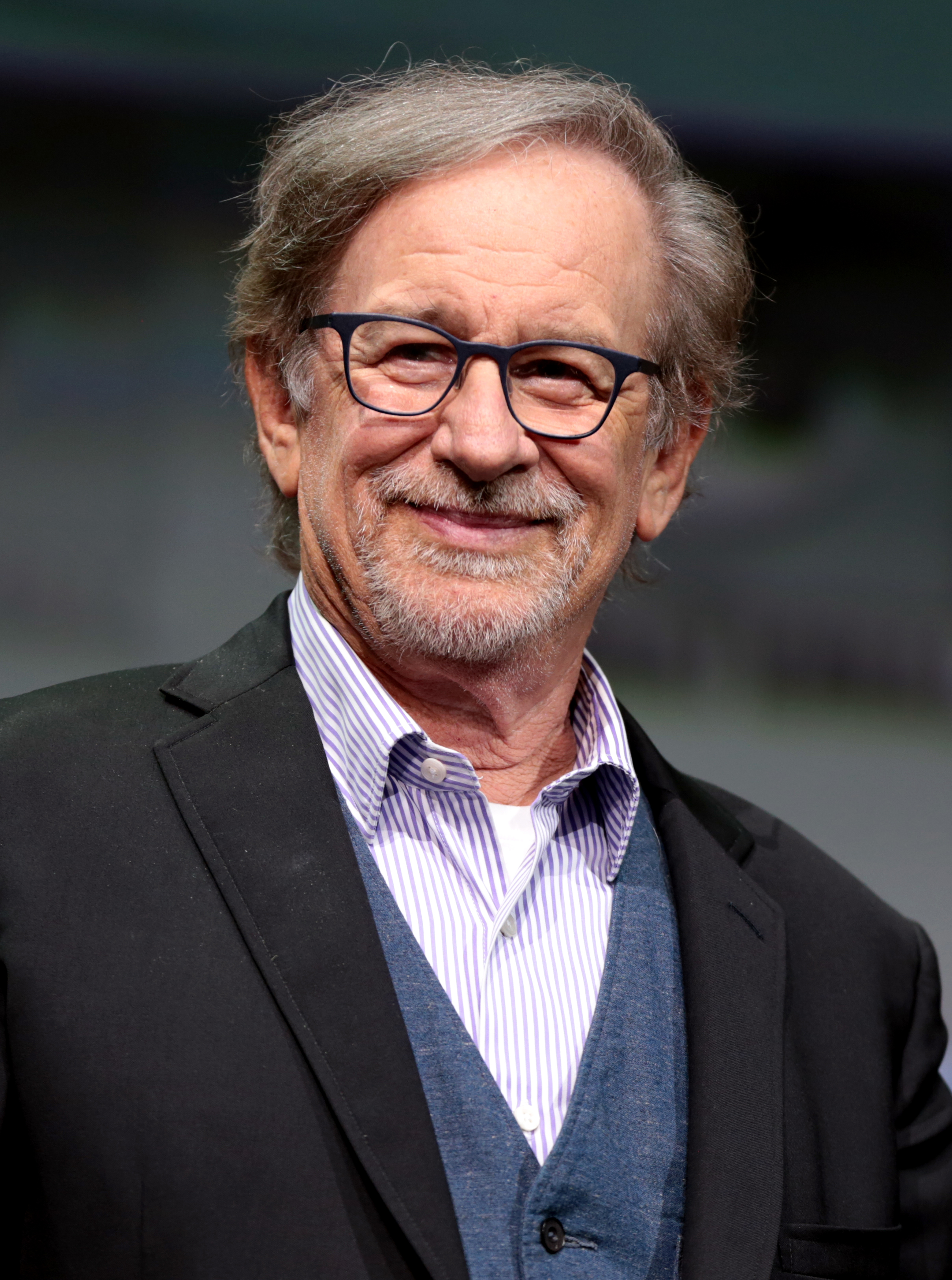
Фильмы Стивена Спилберга шесть раз становились самыми кассовыми за год, из них трижды — самыми кассовыми за всё время.

Чаще всего в списке встречаются фильмы Стивена Спилберга, всего его фильмы становились самыми кассовыми за год шесть раз (в 1975, 1981, 1982, 1984, 1989 и 1993 годах). На втором месте находится Сесил Блаунт Демилль (1932, 1947, 1949, 1952 и 1956) с пятью фильмами. Уильям Уайлер (1942, 1946, 1959 и 1968) и Джеймс Кэмерон (1991, 1997, 2009 и 2022) находятся на третьем и четвёртом месте с четырьмя фильмами соответственно, в то время как Дэвид Уорк Гриффит (1915, 1916 и 1920), Джордж Рой Хилл (1966, 1969 и 1973) и Энтони и Джо Руссо (2016, 2018 и 2019) разделяют пятое место с тремя фильмами каждый. Джордж Лукас снял два эпизода «звёздной саги» в 1977 и 1999 годах, но также работал продюсером и сценаристом лидеров 1980, 1981, 1983, 1984 и 1989 годов. Фрэнк Ллойд, Кинг Видор, Фрэнк Капра, Майкл Кёртис, Лео Маккэри, Альфред Хичкок, Дэвид Лин, Стэнли Кубрик, Гай Хэмилтон, Майк Николс, Уильям Фридкин, Питер Джексон, Гор Вербински и Майкл Бэй представлены в списке по два раза; Мервин Лерой, Кен Эннакин и Роберт Уайз имеют по одному сольному и одному совместному фильму, а Джон Форд сорежиссёр двух фильмов. Фильмы студии Disney, как правило, срежиссированы совместной командой: Уилфред Джексон, Хэмилтон Ласки, Клайд Джероними, Дэвид Хэнд, Бен Шарпстин, Вольфганг Райтерман и Билл Робертс, все они представлены в списке как минимум двумя совместными работами. Только семь режиссёров представлены в списке два раза подряд: Маккэри (1944 и 1945), Николс (1966 и 1967), Спилберг (1981 и 1982), Джексон (2002 и 2003), Вербински (2006 и 2007) и братья Руссо (2018 и 2019).
Из-за даты релиза, особенно, если фильмы выпущены в конце года, и разного времени выпуска по всему миру, прокат многих фильмов может идти в течение нескольких календарных лет, поэтому данные, демонстрирующиеся в данном списке, не обозначают сумму, собранную фильмом за год, а лишь показывают, сколько всего собрала картина, выпущенная в данном году. Также сборы не ограничиваются единственным прокатом, так как многие старые фильмы периодически переиздаются, поэтому в скобках указываются сборы после оригинального проката, вне скобок — общие сборы с учётом всех показов. Из-за неполных данных не может быть точно известно, когда и сколько денег заработали некоторые фильмы, но, как правило, в таблице ведётся хроника фильмов каждого года, в течение которого они зарабатывали больше всего. В случаях, когда оценки противоречат данным обоих фильмов, и в тех случаях, когда фильм вышел на первое место из-за переиздания, предыдущий рекордсмен также указывается в списке.
Цветом фона    выделены фильмы, находящиеся в прокате.
| Год  | Название фильма                              | Всемирные сборы                                    | Бюджет                  | Прим.                                   |
| ---- | -------------------------------------------- | -------------------------------------------------- | ----------------------- | --------------------------------------- |
| 1915 | Рождение нации                               | 50 000 000—100 000 000 20 000 000+Д (5 200 000)Д   | 110 000                 | [ # 136 ] [ # 137 ] [ # 138 ]           |
| 1916 | Нетерпимость                                 | 1 000 000*Д Н                                      | 489 653                 | [ # 139 ] [ # 140 ]                     |
| 1917 | Клеопатра                                    | 500 000*Д                                          | 300 000                 | [ # 139 ]                               |
| 1918 | Микки                                        | 8 000 000                                          | 250 000                 | [ # 141 ]                               |
| 1919 | Чудотворец                                   | 3 000 000Д                                         | 120 000                 | [ # 142 ]                               |
| 1920 | Путь на Восток                               | 5 000 000Д (4 000 000)Д                            | 800 000                 | [ # 143 ] [ # 144 ]                     |
| 1921 | Четыре всадника Апокалипсиса                 | 5 000 000Д (4 000 000)Д                            | 600 000—800 000         | [ # 145 ]                               |
| 1922 | Робин Гуд                                    | 2 500 000Д                                         | 930 042,78              | [ # 146 ] [ # 147 ]                     |
| 1923 | Крытый фургон                                | 5 000 000                                          | 800 000                 | [ # 148 ] [ # 149 ]                     |
| 1924 | Морской ястреб                               | 3 000 000Д                                         | 700 000                 | [ # 148 ]                               |
| 1925 | Большой парад                                | 18 000 000—22 000 000Д (6 131 000)Д                | 382 000                 | [ # 150 ] [ # 151 ] [ # 152 ]           |
| 1925 | Бен-Гур: история Христа                      | 10 738 000Д (9 386 000)Д                           | 3 967 000               | [ # 153 ] [ # 154 ]                     |
| 1926 | По воле небес                                | 2 600 000Д ВН                                      | 150 000                 | [ # 143 ] [ # 155 ]                     |
| 1927 | Крылья                                       | 3 600 000Д                                         | 2 000 000               | [ # 143 ] [ # 156 ] [ # 157 ]           |
| 1928 | Поющий дурак                                 | 5 900 000Д                                         | 388 000                 | [ # 157 ] [ # 158 ]                     |
| 1929 | Бродвейская мелодия                          | 4 400 000—4 800 000Д                               | 379 000                 | [ # 159 ] [ # 160 ]                     |
| 1929 | На солнечной стороне                         | 3 500 000*ДСС                                      | 600 000                 | [ # 161 ] [ # 162 ]                     |
| 1930 | На Западном фронте без перемен               | 3 000 000Д                                         | 1 250 000               | [ # 143 ] [ # 163 ] [ # 164 ] [ # 165 ] |
| 1931 | Франкенштейн                                 | 12 000 000Д (1 400 000)Д                           | 250 000                 | [ # 166 ] [ # 167 ]                     |
| 1931 | Огни большого города                         | 5 000 000Д                                         | 1 607 351               | [ # 168 ]                               |
| 1932 | Знак креста                                  | 2 738 993Д                                         | 694 065                 | [ # 149 ] [ # 169 ] [ # 170 ] [ # 171 ] |
| 1933 | Кинг-Конг                                    | 5 347 000Д (1 856 000)Д                            | 672 255,75              | [ # 172 ]                               |
| 1933 | Я не ангел                                   | 3 250 000+Д                                        | 200 000                 | [ # 173 ] [ # 174 ]                     |
| 1933 | Кавалькада                                   | 3 000 000—4 000 000Д                               | 1 116 000               | [ # 144 ] [ # 164 ]                     |
| 1933 | Она обошлась с ним нечестно                  | 3 000 000+Д                                        | 274 076                 | [ # 175 ] [ # 176 ] [ # 177 ]           |
| 1934 | Весёлая вдова                                | 2 608 000Д                                         | 1 605 000               | [ # 178 ] [ # 170 ]                     |
| 1934 | Это случилось однажды ночью                  | 1 000 000ДОН                                       | 325 000                 | [ # 179 ] [ # 180 ]                     |
| 1935 | Мятеж на «Баунти»                            | 4 460 000Д                                         | 1 905 000               | [ # 170 ]                               |
| 1936 | Сан-Франциско                                | 6 044 000+Д (5 273 000)Д                           | 1 300 000               | [ # 178 ] [ # 170 ]                     |
| 1937 | Белоснежка и семь гномов                     | 418 000 000+Б7 (8 500 000)Д                        | 1 488 423               | [ # 181 ] [ # 182 ]                     |
| 1938 | С собой не унесёшь                           | 5 000 000Д                                         | 1 200 000               | [ # 183 ] [ # 184 ]                     |
| 1939 | Унесённые ветром                             | 402 352 579 (390 525 192)Д                         | 3 900 000—4 250 000     | [ # 185 ] [ # 186 ] [ # 187 ]           |
| 1940 | Пиноккио                                     | 87 000 862* (3 500 000)Д                           | 2 600 000               | [ # 188 ] [ # 182 ] [ # 189 ]           |
| 1940 | Шумный город                                 | 4 600 000*Д                                        | 2 100 000               | [ # 190 ] [ # 191 ]                     |
| 1941 | Сержант Йорк                                 | 7 800 000Д                                         | 1 600 000               | [ # 192 ] [ # 193 ]                     |
| 1942 | Бэмби                                        | 267 997 843 (3 449 353)Д                           | 1 700 000—2 000 000     | [ # 194 ] [ # 195 ] [ # 196 ]           |
| 1942 | Миссис Минивер                               | 8 878 000Д                                         | 1 344 000               | [ # 197 ] [ # 198 ]                     |
| 1943 | По ком звонит колокол                        | 11 000 000Д                                        | 2 681 298               | [ # 199 ] [ # 200 ] [ # 201 ]           |
| 1943 | Это армия                                    | 9 555 586,44*Д                                     | 1 400 000               | [ # 202 ] [ # 203 ] [ # 201 ]           |
| 1944 | Идти своим путём                             | 6 500 000*Д                                        | 1 000 000               | [ # 204 ] [ # 205 ] [ # 206 ]           |
| 1945 | Мать и отец                                  | 80 000 000/22 000 000Д                             | 65 000                  | [ # 207 ]                               |
| 1945 | Колокола Святой Марии                        | 11 200 000Д                                        | 1 600 000               | [ # 208 ]                               |
| 1946 | Песня Юга                                    | 65 000 000* (3 300 000)Д                           | 2 125 000               | [ # 209 ] [ # 210 ] [ # 211 ]           |
| 1946 | Лучшие годы нашей жизни                      | 14 750 000Д                                        | 2 100 000               | [ # 212 ] [ # 213 ]                     |
| 1946 | Дуэль под солнцем                            | 10 000 000Д                                        | 5 255 000               | [ # 204 ] [ # 214 ]                     |
| 1947 | Эмбер навсегда                               | 8 000 000*Д                                        | 6 375 000               | [ # 161 ] [ # 214 ]                     |
| 1947 | Непобеждённый                                | 7 500 000Д                                         | 4 200 000               | [ # 215 ] [ # 216 ]                     |
| 1948 | Пасхальный парад                             | 5 918 134Д                                         | 2 500 000               | [ # 206 ] [ # 217 ]                     |
| 1948 | Красные башмачки                             | 5 000 000*Д                                        | 505 581 £               | [ # 204 ] [ # 218 ] [ # 219 ]           |
| 1948 | Змеиная яма                                  | 4 100 000*Д                                        | 3 800 000               | [ # 220 ] [ # 221 ]                     |
| 1949 | Самсон и Далила                              | 14 209 250Д                                        | 3 097 563               | [ # 222 ] [ # 149 ]                     |
| 1950 | Золушка                                      | 263 591 415 (20 000 000/7 800 000Д)                | 2 200 000               | [ # 223 ] [ # 224 ] [ # 225 ]           |
| 1950 | Копи царя Соломона                           | 10 050 000Д                                        | 2 258 000               | [ # 226 ]                               |
| 1951 | Камо грядеши                                 | 21 037 000—26 700 000Д                             | 7 623 000               | [ # 222 ] [ # 227 ] [ # 228 ]           |
| 1952 | Это кино                                     | 50 000 000                                         | 1 000 000               | [ # 229 ] [ # 230 ]                     |
| 1952 | Величайшее шоу мира                          | 18 350 000Д                                        | 3 873 946               | [ # 231 ] [ # 232 ] [ # 149 ]           |
| 1953 | Питер Пэн                                    | 145 000 000                                        | 3 000 000—4 000 000     | [ # 233 ]                               |
| 1953 | Плащаница                                    | 25 000 000—26 100 000Д                             | 4 100 000               | [ # 234 ] [ # 235 ] [ # 228 ]           |
| 1954 | Окно во двор                                 | 24 500 000* (5 300 000)*Д                          | 1 000 000               | [ # 236 ] [ # 227 ]                     |
| 1954 | Светлое Рождество                            | 26 000 050* (12 000 000)*Д                         | 3 800 000               | [ # 237 ] [ # 238 ] [ # 239 ]           |
| 1954 | 20 000 льё под водой                         | 25 000 134* (6 800 000—8 000 000)*Д                | 4 500 000—9 000 000     | [ # 240 ] [ # 241 ] [ # 204 ] [ # 242 ] |
| 1955 | Леди и Бродяга                               | 187 000 000 (6 500 000)*Д                          | 4 000 000               | [ # 243 ] [ # 204 ] [ # 244 ]           |
| 1955 | Киноотпуск                                   | 21 000 000                                         | 2 000 000               | [ # 245 ] [ # 246 ]                     |
| 1955 | Мистер Робертс                               | 9 900 000Д                                         | 2 400 000               | [ # 247 ]                               |
| 1956 | Десять заповедей                             | 90 066 230Д (122 700 000/55 200 000Д)              | 13 270 000              | [ # 149 ] [ # 248 ] [ # 249 ]           |
| 1957 | Мост через реку Квай                         | 30 600 000Д                                        | 2 840 000               | [ # 249 ]                               |
| 1958 | Юг Тихого океана                             | 30 000 000Д                                        | 5 610 000               | [ # 250 ]                               |
| 1959 | Бен-Гур                                      | 90 000 000Д (146 900 000/66 100 000Д)              | 15 900 000              | [ # 251 ] [ # 252 ]                     |
| 1960 | Швейцарская семья Робинзонов                 | 30 000 000Д                                        | 4 000 000               | [ # 253 ]                               |
| 1960 | Спартак                                      | 60 000 000 (22 105 225)Д                           | 10 284 014              | [ # 254 ] [ # 255 ]                     |
| 1960 | Психо                                        | 50 000 000+ (14 000 000)Д                          | 800 000                 | [ # 256 ]                               |
| 1961 | 101 далматинец                               | 303 000 000                                        | 3 600 000—4 000 000     | [ # 257 ] [ # 258 ] [ # 196 ]           |
| 1961 | Вестсайдская история                         | 105 000 000 (31 800 000)Д                          | 7 000 000               | [ # 259 ] [ # 260 ]                     |
| 1962 | Лоуренс Аравийский                           | 77 324 852 (69 995 385)                            | 13 800 000              | [ # 261 ] [ # 262 ]                     |
| 1962 | Как был завоёван Запад                       | 35 000 000Д                                        | 14 483 000              | [ # 263 ]                               |
| 1962 | Самый длинный день                           | 33 200 000Д                                        | 8 600 000               | [ # 260 ] [ # 262 ]                     |
| 1963 | Клеопатра                                    | 40 300 000Д                                        | 31 115 000              | [ # 260 ] [ # 262 ]                     |
| 1963 | Из России с любовью                          | 78 900 000/29 400 000Д (12 500 000)Д               | 2 000 000               | [ # 264 ] [ # 265 ] [ # 266 ]           |
| 1964 | Моя прекрасная леди                          | 55 000 000Д                                        | 17 000 000              | [ # 267 ]                               |
| 1964 | Голдфингер                                   | 124 900 000 (46 000 000)Д                          | 3 000 000               | [ # 264 ] [ # 266 ]                     |
| 1964 | Мэри Поппинс                                 | 44 000 000—50 000 000Д                             | 5 200 000               | [ # 268 ] [ # 267 ]                     |
| 1965 | Звуки музыки                                 | 286 214 076 (114 600 000)Д                         | 8 000 000               | [ # 269 ] [ # 260 ]                     |
| 1966 | Библия                                       | 25 325 000Д                                        | 18 000 000              | [ # 255 ]                               |
| 1966 | Гавайи                                       | 34 562 222* (15 600 000)*Д                         | 15 000 000              | [ # 270 ] [ # 204 ]                     |
| 1966 | Кто боится Вирджинии Вулф?                   | 33 736 689* (14 500 000)*Д                         | 7 613 000               | [ # 271 ] [ # 204 ] [ # 272 ]           |
| 1967 | Книга джунглей                               | 378 000 000 (23 800 000)Д                          | 3 900 000—4 000 000     | [ # 243 ] [ # 273 ] [ # 274 ] [ # 196 ] |
| 1967 | Выпускник                                    | 85 000 000Д                                        | 3 100 000               | [ # 275 ] [ # 276 ]                     |
| 1968 | Космическая одиссея 2001 года                | 141 000 000—190 000 000 (21 900 000)Д              | 10 300 000              | [ # 277 ] [ # 260 ]                     |
| 1968 | Смешная девчонка                             | 80 000 000—100 000 000Д                            | 8 800 000               | [ # 278 ] [ # 279 ]                     |
| 1969 | Бутч Кэссиди и Санденс Кид                   | 152 308 525 (37 100 000)Д                          | 6 600 000               | [ # 280 ] [ # 260 ] [ # 276 ]           |
| 1970 | История любви                                | 173 400 000 (80 000 000)Д                          | 2 260 000               | [ # 281 ] [ # 282 ]                     |
| 1970 | Аэропорт                                     | 75 000 000Д                                        | 10 000 000              | [ # 283 ] [ # 284 ]                     |
| 1971 | Французский связной                          | 75 000 000Д                                        | 3 300 000               | [ # 161 ]                               |
| 1971 | Скрипач на крыше                             | 49 400 000Д (100 000 000/45 100 000Д)              | 9 000 000               | [ # 285 ] [ # 286 ]                     |
| 1971 | Бриллианты навсегда                          | 116 000 000 (45 700 000)Д                          | 7 200 000               | [ # 264 ] [ # 265 ]                     |
| 1972 | Крёстный отец                                | 246 120 974—287 000 000 (127 600 000—142 000 000)Д | 6 000 000—7 200 000     | [ # 287 ] [ # 286 ] [ # 288 ] [ # 289 ] |
| 1973 | Изгоняющий дьявола                           | 441 422 808 (112 300 000)Д                         | 10 000 000              | [ # 290 ] [ # 291 ]                     |
| 1973 | Афера                                        | 115 000 000Д                                       | 5 500 000               | [ # 292 ] [ # 293 ]                     |
| 1974 | Ад в поднебесье                              | 203 336 412 (104 838 000)Д                         | 14 300 000              | [ # 294 ] [ # 295 ] [ # 296 ] [ # 297 ] |
| 1974 | Сверкающие сёдла                             | 80 000 000+Д                                       | 2 600 000               | [ # 298 ] [ # 299 ]                     |
| 1975 | Челюсти                                      | 476 512 065 (193 700 000)Д                         | 9 000 000               | [ # 300 ] [ # 301 ] [ # 302 ]           |
| 1976 | Рокки                                        | 225 000 000 (77 100 000)Д                          | 1 075 000               | [ # 303 ] [ # 286 ] [ # 304 ]           |
| 1977 | Звёздные войны                               | 775 398 007 (530 000 000ЗВ)/268 500 000            | 11 293 151              | [ # 305 ] [ # 306 ] [ # 286 ] [ # 307 ] |
| 1978 | Бриолин                                      | 396 271 103 (341 000 000)                          | 6 000 000               | [ # 308 ] [ # 309 ] [ # 275 ] [ # 310 ] |
| 1979 | Лунный гонщик                                | 210 308 099                                        | 31 000 000              | [ # 311 ] [ # 264 ] [ # 312 ]           |
| 1979 | Рокки 2                                      | 200 182 289                                        | 7 000 000               | [ # 313 ] [ # 314 ] [ # 312 ]           |
| 1980 | Империя наносит ответный удар                | 547 969 004 (413 562 607)ЗВ                        | 23 000 000—32 000 000   | [ # 315 ] [ # 316 ]                     |
| 1981 | Индиана Джонс: В поисках утраченного ковчега | 390 133 212 (321 866 000—353 988 025)              | 18 000 000—22 800 000   | [ # 317 ]                               |
| 1982 | Инопланетянин                                | 797 103 542 (619 000 000—664 000 000)              | 10 500 000—12 200 000   | [ # 318 ] [ # 306 ] [ # 319 ] [ # 320 ] |
| 1983 | Возвращение джедая                           | 482 366 101 (385 845 197)ЗВ                        | 32 500 000—42 700 000   | [ # 321 ] [ # 316 ]                     |
| 1984 | Индиана Джонс и храм судьбы                  | 333 107 271                                        | 27 000 000—28 200 000   | [ # 322 ] [ # 323 ] [ # 324 ]           |
| 1985 | Назад в будущее                              | 389 225 789 (381 109 762)                          | 19 000 000—22 000 000   | [ # 325 ] [ # 326 ]                     |
| 1986 | Лучший стрелок                               | 357 288 178 (345 000 000)                          | 14 000 000—19 000 000   | [ # 327 ] [ # 328 ] [ # 323 ]           |
| 1987 | Роковое влечение                             | 320 145 693                                        | 14 000 000              | [ # 329 ] [ # 323 ]                     |
| 1988 | Человек дождя                                | 354 825 435                                        | 30 000 000              | [ # 330 ] [ # 331 ]                     |
| 1989 | Индиана Джонс и последний крестовый поход    | 474 310 887 (474 171 806)—494 000 000              | 36 000 000—55 400 000   | [ # 332 ] [ # 323 ] [ # 333 ]           |
| 1990 | Привидение                                   | 505 870 681 (505 702 588)                          | 22 000 000              | [ # 334 ] [ # 323 ]                     |
| 1991 | Терминатор 2: Судный день                    | 520 884 847 (516 950 043)                          | 94 000 000              | [ # 335 ] [ # 336 ]                     |
| 1992 | Аладдин                                      | 504 050 219                                        | 28 000 000              | [ # 337 ] [ # 196 ]                     |
| 1993 | Парк юрского периода                         | 1 037 535 230 (912 667 947)                        | 63 000 000 — 70 000 000 | [ # 53 ]                                |
| 1994 | Король Лев                                   | 968 511 805 (763 455 561)                          | 45 000 000—79 300 000   | [ # 80 ]                                |
| 1995 | История игрушек                              | 406 594 102 (364 873 776)                          | 30 000 000              | [ # 338 ] [ # 339 ]                     |
| 1995 | Крепкий орешек 3: Возмездие                  | 366 101 666                                        | 70 000 000              | [ # 340 ]                               |
| 1996 | День независимости                           | 817 400 891                                        | 75 000 000              | [ # 341 ]                               |
| 1997 | Титаник                                      | 2 257 844 554 (1 850 197 130)                      | 200 000 000             | [ # 5 ]                                 |
| 1998 | Армагеддон                                   | 553 709 788                                        | 140 000 000             | [ # 342 ] [ # 343 ]                     |
| 1999 | Звёздные войны. Эпизод I: Скрытая угроза     | 1 046 515 409 (924 317 558)                        | 115 000 000—127 500 000 | [ # 67 ] [ # 316 ]                      |
| 2000 | Миссия невыполнима 2                         | 546 388 108                                        | 100 000 000—125 000 000 | [ # 344 ] [ # 323 ]                     |
| 2001 | Гарри Поттер и философский камень            | 1 024 254 401 (974 755 371)                        | 125 000 000             | [ # 74 ]                                |
| 2002 | Властелин колец: Две крепости                | 948 734 205 (936 689 735)                          | 94 000 000              | [ # 98 ]                                |
| 2003 | Властелин колец: Возвращение короля          | 1 147 997 407 (1 140 682 011)                      | 94 000 000              | [ # 41 ]                                |
| 2004 | Шрек 2                                       | 932 396 221                                        | 150 000 000             | [ # 100 ]                               |
| 2005 | Гарри Поттер и Кубок огня                    | 896 346 413 (895 921 036)                          | 150 000 000             | [ # 103 ] [ # 110 ]                     |
| 2006 | Пираты Карибского моря: Сундук мертвеца      | 1 066 179 747                                      | 225 000 000             | [ # 60 ]                                |
| 2007 | Пираты Карибского моря: На краю света        | 960 996 492                                        | 300 000 000             | [ # 87 ]                                |
| 2008 | Тёмный рыцарь                                | 1 008 814 732 (1 003 045 358)                      | 185 000 000             | [ # 78 ]                                |
| 2009 | Аватар                                       | 2 923 706 026 (2 743 856 300)                      | 237 000 000             | [ # 1 ] [ # 345 ]                       |
| 2010 | История игрушек: Большой побег               | 1 066 970 811                                      | 200 000 000             | [ # 58 ]                                |
| 2011 | Гарри Поттер и Дары Смерти. Часть 2          | 1 342 139 727 (1 341 511 219)                      | ГП250 000 000           | [ # 23 ] [ # 346 ]                      |
| 2012 | Мстители                                     | 1 520 538 536 (1 518 815 515)                      | 220 000 000             | [ # 14 ]                                |
| 2013 | Холодное сердце                              | 1 306 000 529 (1 287 616 376)                      | 150 000 000             | [ # 28 ]                                |
| 2014 | Трансформеры: Эпоха истребления              | 1 104 054 072                                      | 210 000 000             | [ # 51 ]                                |
| 2015 | Звёздные войны: Пробуждение силы             | 2 068 223 624                                      | 245 000 000             | [ # 7 ]                                 |
| 2016 | Первый мститель: Противостояние              | 1 155 046 416 (1 153 296 293)                      | 250 000 000             | [ # 37 ]                                |
| 2017 | Звёздные войны: Последние джедаи             | 1 332 539 889                                      | 200 000 000             | [ # 25 ]                                |
| 2018 | Мстители: Война бесконечности                | 2 052 415 039 (2 048 359 754)                      | 316 000 000—400 000 000 | [ # 9 ] [ # 347 ]                       |
| 2019 | Мстители: Финал                              | 2 799 439 100                                      | 356 000 000             | [ # 3 ]                                 |
| 2020 | Истребитель демонов: Поезд «Бесконечный»     | 507 119 058DS                                      | 15 750 000              | [ # 348 ] [ # 349 ]                     |
| 2021 | Человек-паук: Нет пути домой                 | 1 922 624 170                                      | 200 000 000             | [ # 350 ] [ # 351 ]                     |
| 2022 | Аватар: Путь воды                            | 2 320 250 281                                      | 350 000 000–460 000 000 | [ # 352 ] [ # 353 ]                     |
| 2023 | Барби                                        | 1 445 638 421                                      | 128 000 000–145 000 000 | [ # 354 ] [ # 355 ]                     |
| 2024 | Головоломка 2                                | 1 687 283 618                                      | 200 000 000             | [ # 356 ]                               |
| 2025 | Нэчжа побеждает Царя драконов                | 2 220 000 000                                      | 80 000 000              | [ # 357 ] [ 90 ] [ 91 ]                 |

 В скобках (…) указываются сборы после оригинального проката, вне скобок — общие сборы с учётом всех показов; в случае, если сумма всех показов превышает сборы предыдущего лидера года, то указывается несколько фильмов.
 * Сборы только в США и Канаде
 Д Доход от аренды дистрибьюторами.
 Н Ни один современный источник не приводит данные для «Нетерпимости», однако The Numbers указывает цифру в 8 млн $ сборов в Северной Америке. Но возможно, что эта цифра была ошибочно принята за ремейк 1954 года «20 000 льё под водой», который также заработал 8 млн $ в прокате в Северной Америке.
 ВН Некоторые источники, включая The Numbers, утверждают, что самым кассовым фильмом 1926 года является «Алома Южных морей», заработавшая 3 млн $. Но ни один из современных источников не предоставляет данных по этому фильму, поэтому неясно, к чему относится цифра в 3 млн $. Если это кассовые сборы, то «Алома» является не только самым кассовым фильмом года, но и одним из самых кассовых фильмов за всю историю немого кино, и если бы это было так, это бы противоречило International Motion Picture Almanac и Variety, не включившим фильм в список.
 CC Невозможно точно сказать, для каких территорий указаны данные фильма «На солнечной стороне» — лишь для Северной Америки или всемирные. Другие источники оценивают сборы в Северной Америке в 2 млн $, что может указывать на то, что более высокая цифра — мировые сборы, особенно, если брать во внимание путаницу с международными показателями в этот период.
 ОН Данные для фильма «Это случилось однажды ночью» не совсем верны, поскольку в кинотеатры он продавался в пакетной сделке с более, чем двадцатью колумбийскими фильмами, их общий доход был усреднён между каждым из фильмов, поэтому истинные сборы фильма намного больше.
 Б7 В 418 млн $ «Белоснежки и семи гномов» не входят данные о международном прокате с 1987 года.
 ЗВ Оригинальная трилогия «Звёздных войн» не включают доход от выпусков специального издания 1997 года; тем не менее в эту сумму входят доходы от других переизданий.
 ГП Совместный бюджет двух частей «Даров Смерти».
 DS По оценкам и данным Deadline Hollywood, «Истребитель демонов: Поезд «Бесконечный»» превзошёл китайский фильм «Восемь сотен» и стал самым кассовым фильмом в мире в 2020 году, включая его сборы за 2021 год. Несмотря на некоторые другие цифры, фактическая валовая прибыль «Восьми сотен» составляет 450 млн $, опять же, согласно нескольким источникам (это связано с уточнёнными цифрами, основанными на обменных курсах в реальном времени во время полного проката этого фильма).

## Хронология самых кассовых фильмов

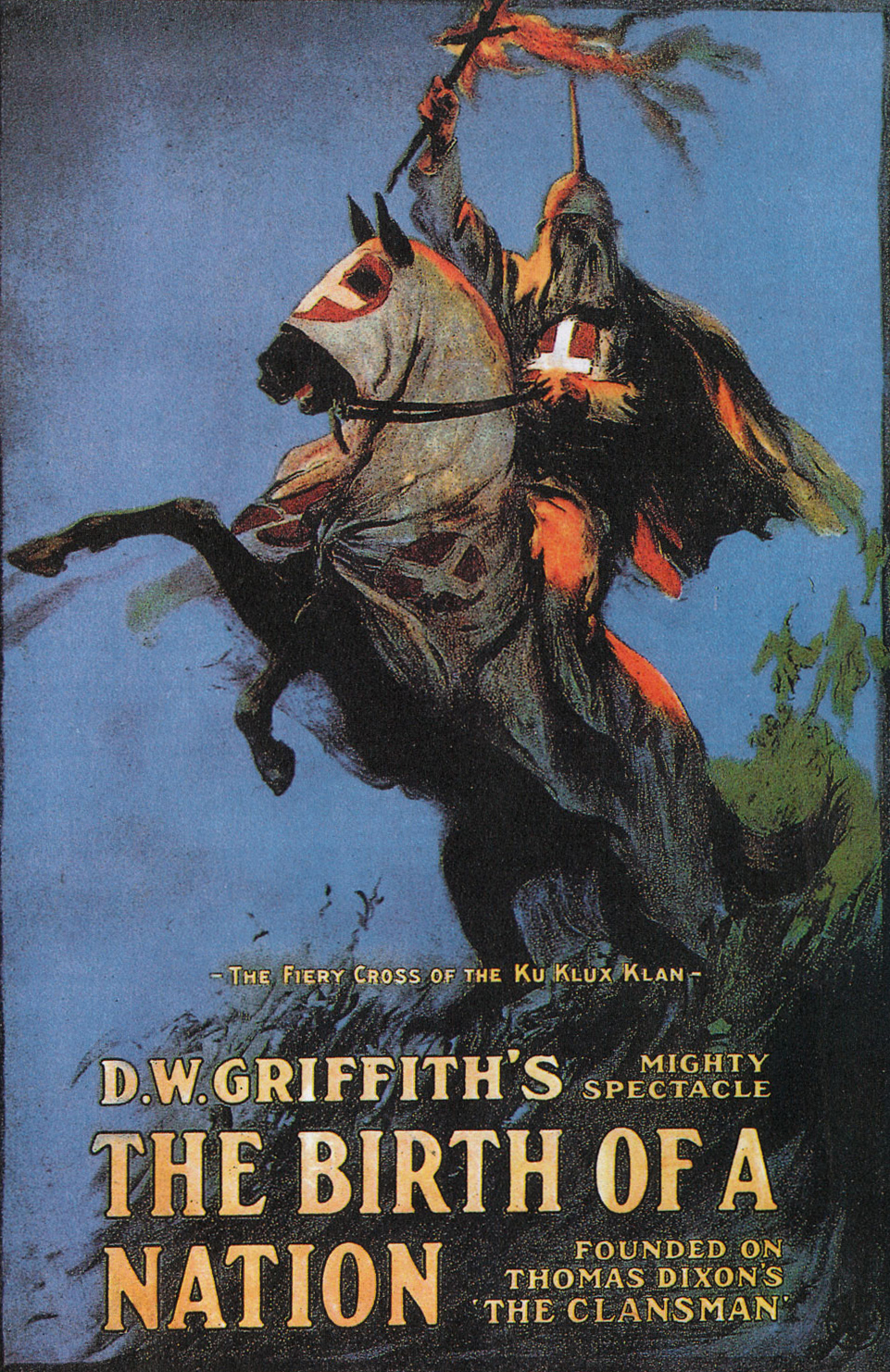
«Рождение Нации», самый кассовый фильм на момент выпуска, стал первопроходцем многих методов, используемых в кинопроизводстве и по сей день.

Как минимум десять фильмов становились самыми кассовыми с тех пор, как лента «Рождение нации» стала считаться таковой в 1915 году. «Рождение нации» и «Унесённые ветром» удерживали лидерство более 25 лет каждый. Фильмы, снятые Стивеном Спилбергом, трижды удерживали первенство, Джеймсом Кэмероном — дважды. Также оба режиссёра побили свой собственный рекорд: в 1993 году «Парк юрского периода» обошёл фильм «Инопланетянин» (1982), а в 2010 «Аватар» — «Титаник».
Некоторые источники утверждают, что «Большой парад» обошёл сборы фильма «Рождение нации» в 1925 году, затем его обогнали мультфильм «Белоснежка и семь гномов», а уже тех — «Унесённые ветром». Точные данные для фильма «Рождение нации» неизвестны, но современные источники на 1919 год оценивают его мировой доход в 5,2 млн $. Его международный прокат был отложен из-за Первой мировой войны, и до 1920-х годов он не был выпущен на многих крупных рынках. Вместе с дальнейшими переизданиями в США Variety оценили его доход на 1932 год в 10 млн $. В это время у Variety «Рождение нации» все ещё обходило «Большой парад» (6,4 млн $) за аренду прокатчиками, и если оценка издания верна, то «Белоснежка» (8,5 млн $) не заработала бы достаточно за свой первый кинопрокат для того, чтобы стать самым кассовым фильмом; хотя мультфильм и без того стал самым кассовым звуковым фильмом, обойдя фильм «Поющий дурак» (5,9 млн $). Хотя маловероятно, что фильм «Рождение нации» когда-либо обгоняла немая картина, он заработал меньше, чем «Бен-Гур: история Христа» (9,4 млн $), так как кассовые сборы «Рождения нации» являются оценочными. В дополнение к доходу от аренды показа фильма в кинотеатрах «Рождение нации» участвовало в большом количестве частных мероприятий, статистика которых не велась. Фильм пользовался огромной популярностью у Ку-клукс-клана, который использовал его для собственной популяризации. В целом Variety оценили доход ленты в 50 млн $. Данная цифра широко распространена, но так и не была подтверждена. Хотя общепризнанно, что при выходе фильм «Унесённые ветром» стал самым кассовым по театральным сборам, что подтверждается официальными данными, вполне вероятно, что он не обогнал «Рождение нации» по общему доходу вплоть до 1960-х годов. Также возможно, что фильм «Унесённые ветром», заработавший 59 млн $, возможно, на короткое время были опережены лентой «Десять заповедей» (1956), прокат которой завершился в конце 1960 года с общей кассой 58—60 млн $. Если это действительно так, то в любом случае лидерство картина удерживала недолго, так как «Унесённые ветром» были переизданы в следующем году и увеличили свою кассу до 67 млн $. В зависимости от того, насколько точны оценки, «Бен-Гур» (1959) также мог возглавить список: по состоянию на конец 1961 года он заработал 47 млн $ по всему миру, а к 1963 году он отставал от фильма «Унесённые ветром» всего на 2 млн $ при международной выручке 65 млн $, что в конечном итоге принесло 66 млн $ с момента премьеры.

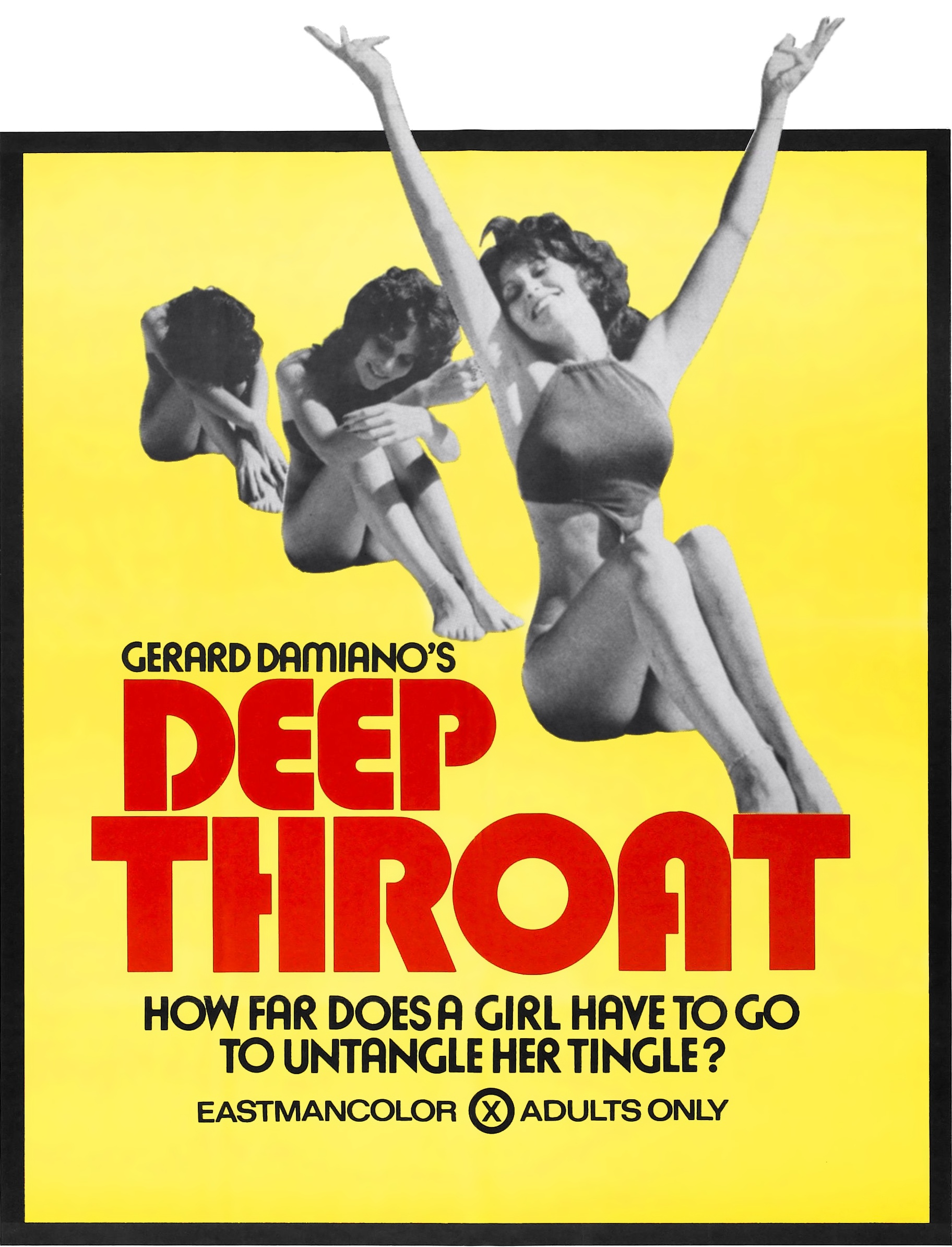
Порнографический фильм 1972 года «Глубокая глотка» по официальным данным дистрибьютора собрал более 600 млн $, однако, по некоторым данным, эта сумма намеренно увеличена с целью отмывания денег американских гангстеров.

Ещё одна лента, которая якобы становилась самой кассовой, — это порнофильм «Глубокая глотка» (1972). В 1984 году исполнительница главной роли Линда Лавлейс свидетельствовала, что фильм заработал 600 млн $; эта цифра была предметом многих спекуляций, так как если бы она была точной, то фильм заработал бы больше денег, чем фильм «Звёздные войны. Эпизод IV: Новая надежда» (1977), и к концу 1970-х стал бы самым кассовым. Основной аргумент против этой цифры заключается в том, что она просто не имела достаточно широкого проката, чтобы зарабатывать столько денег, чтобы в итоге собрать эту сумму. Точные данные неизвестны, но показания в Федеральном суде в 1976 году, примерно через четыре года после выхода фильма, показали, что фильм собрал более 25 млн $. Роджер Эберт рассуждал, что по документам фильм действительно заработал 600 млн, так как в это время гангстеры владели большинством кинотеатров для взрослых и отмывали доходы от наркотиков и проституции через них, намеренно раздувая кассовые сборы.
«Рождение нации», «Унесённые ветром», «Крёстный отец», «Челюсти», «Звёздные войны», «Инопланетянин» и «Аватар» улучшили свои рекорды за счёт переизданий. Сборы от их первоначального показа складывается со сборами переизданий до того момента, пока они удерживали лидерство. Таким образом, данные для «Рождения нации» включают в себя доходы от переизданий вплоть до 1940 года, «Звёздные войны» — от переизданий с конца 1970-х и начала 1980-х годов, но не включает спецпоказ 1997 года, а «Инопланетянин» — от переиздания 1985 года, но не включая 2002, так как в момент переиздания рекорды лент были побиты, и даже с учётом повторных прокатов они не смогли вернуть лидерство. «Аватар», удерживающий лидерство с 2010 по 2019 год, в настоящее время включает в себя доходы от всех когда-либо проходивших показов. «Унесённые ветром» представлены в таблице дважды, так как фильм уступил первенство картине «Звуки музыки» в 1966 году, запись за 1971 год включает в себя доходы от переизданий в 1967 и 1971 годах, но не учитывает дальнейшие доходы. В 1973 году после успеха на 45-й церемонии вручения наград премии «Оскар» был переиздан «Крёстный отец», в 1976 — «Челюсти», и, скорее всего, указанные суммы включают в себя доходы от этих релизов. «Звуки музыки», «Крёстный отец», «Челюсти», «Парк юрского периода» и «Титаник» также увеличили свои доходы в дальнейших выпусках в 1973, 1997, 1979, 2013 и 2012 годах соответственно, но они не включены в общую сумму, так как к моменту переиздания уже потеряли первенство в списке. «Мстители: Финал» в период основного проката выпустил расширенную версию фильма в Северной Америке и ряде других стран, однако вся информация для фильма указана целиком, так как формально ленте лишь были добавлены дополнительные залы. Тем не менее, в ряде некоторых стран, включая Россию и Китай, прокат фильма к тому моменту полностью завершился, все доходы с этих территорий включены в общую кассу фильма, так как мировой прокат картины продолжался.
| Период | Название             | Рекордные сборы          | Прим.               |
| ------ | -------------------- | ------------------------ | ------------------- |
| 1915   | Рождение нации       | 5 200 000Д               | [ # 137 ]           |
| 1940   | Рождение нации       | 15 000 000Д‡             | [ # 358 ]           |
| 1940   | Унесённые ветром     | 32 000 000Д              | [ # 359 ]           |
| 1963   | Унесённые ветром     | 67 000 000Д‡             | [ # 360 ]           |
| 1966   | Звуки музыки         | 114 600 000Д             | [ # 260 ]           |
| 1971   | Унесённые ветром     | 116 000 000Д‡            | [ # 361 ]           |
| 1972   | Крёстный отец        | 127 600 000—142 000 000Д | [ # 286 ] [ # 362 ] |
| 1976   | Челюсти              | 193 700 000Д             | [ 119 ]             |
| 1978   | Звёздные войны       | 410 000 000/268 500 000Д | [ # 364 ] [ # 286 ] |
| 1982   | Звёздные войны       | 530 000 000‡             | [ # 306 ]           |
| 1983   | Инопланетянин        | 619 000 000—664 000 000  | [ # 306 ] [ # 319 ] |
| 1993   | Инопланетянин        | 701 000 000‡             | [ # 365 ]           |
| 1993   | Парк юрского периода | 912 667 947              | [ # 53 ]            |
| 1998   | Титаник              | 1 843 201 268            | [ # 5 ]             |
| 2010   | Аватар               | 2 743 577 587            | [ # 1 ]             |
| 2010   | Аватар               | 2 788 416 135‡           | [ # 1 ]             |
| 2019   | Мстители: Финал      | 2 797 501 328            | [ # 3 ]             |
| 2021   | Аватар               | 2 922 917 914‡           | [ # 1 ]             |

 Д Доход от аренды дистрибьюторами.
 ‡ Включая доход от переизданий. Если фильм, удерживая позицию, увеличил сборы за счёт переиздания, то год, в котором он обновил результат, отмечен курсивом.

## Самые кассовые кинофраншизы и серии фильмов

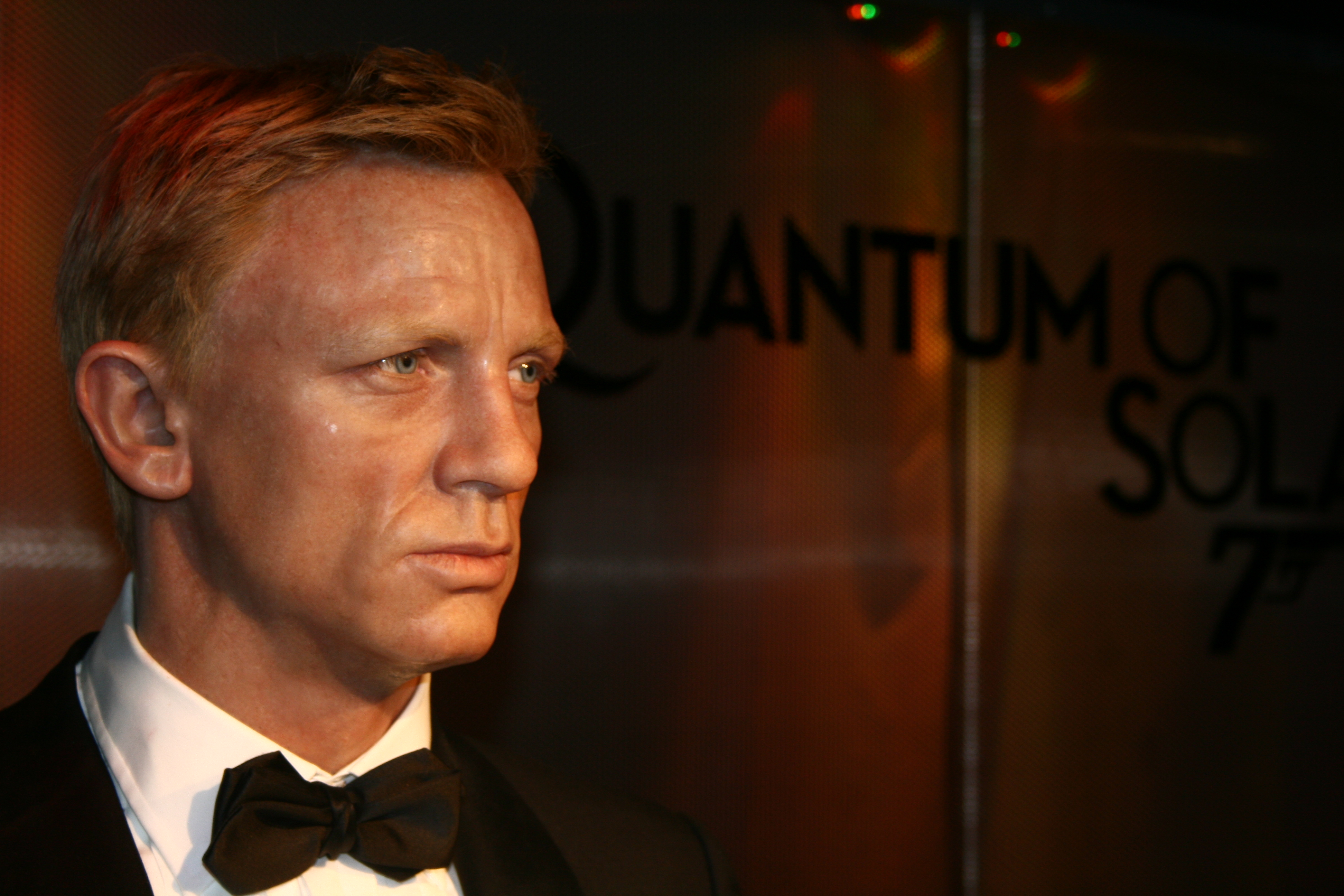
«Джеймс Бонд» — первая серия фильмов в истории, суммарно собравшая более 1 млрд $ по всему миру.

До 2000 года только семь серий фильмов заработали более 1 млрд $ кассовых сборов: «Джеймс Бонд», «Звёздные войны», «Индиана Джонс», «Рокки», «Бэтмен», «Парк юрского периода» и «Звёздный путь». С начала века это число увеличилось до пятидесяти (не считая одиночных хитов, таких как «Титаник»). Отчасти это связано с инфляцией и ростом рынка, а также с развитием Голливудом модели франшизы — фильмов, которые имеют встроенный узнаваемый бренд (например, на основе известного литературного произведения или известного персонажа). Концепция, при которой зрители уже знакомы с некоторыми деталями картины, позволяет заранее рассчитывать на количество проданных билетов.
Традиционно кинофраншиза совмещает в себе разные бренды, хоть это и не является обязательным условием. Неизменная основа её модели — концепция кроссовера, которую можно определить как «историю, в которой встречаются персонажи из двух или более отдельных миров». Следствием пересечения является то, что бренд может использоваться более чем одной кинофраншизой. Например, «Бэтмен против Супермена: На заре справедливости» (2016) принадлежит не только сериям о Бэтмене и Супермене, но и к Расширенной вселенной DC, являющейся общей вселенной. Общая вселенная — особый тип кроссовера, в котором множество персонажей из широкого спектра произведений в конечном итоге находятся в одном вымышленном мире. Самой успешной общей вселенной в кино считается медиафраншиза «Кинематографическая вселенная Marvel», в которой пересекается множество героев, принадлежащих Marvel Comics, она же является самой кассовой кинофраншизой, сборы которой превышают 31 млрд $.
«Звёздные войны» являются самой кассовой серией, основанной на оригинальном произведении, в общей сложности они заработали более 10 млрд $ (если не учитывать «Джеймса Бонда», заработавшего 14 млрд $ с учётом инфляции). Если включить вспомогательный доход от товаров, то «Звёздные войны» являются самым прибыльным брендом: они удерживают мировой рекорд Гиннесса за «самый успешный франчайзинг кинопроизводства» и оцениваются в 19,5 млрд £ по состоянию на 2012 год (примерно 30 млрд $). В кинематографическую вселенную Marvel на данный момент входят одиннадцать фильмов, собравших более 1 млрд $. Также четыре фильма о «Мстителях» — первая киносерия, в которой каждый фильм собрал более 1 млрд $. На данный момент таким же результатом может похвастаться дилогия «Холодное сердце», а дилогия «Аватар» — единственная киносерия, где каждый фильм собрал более 2 млрд $. Франшизы «Звёздные войны», «Пираты Карибского моря», «Парк юрского периода», «В поисках Немо» и «Король Лев», фильмы о Гарри Поттере и адаптации «Средиземья» Питера Джексона в среднем превышают 1 млрд $ с учётом инфляции.
Цветом фона   выделены серии, фильмы которых находятся в прокате.
| №  | Серия                                | Общие сборы    | Количество фильмов | В среднем на фильм | Самый прибыльный фильм серии                    | Его сборы     |
| -- | ------------------------------------ | -------------- | ------------------ | ------------------ | ----------------------------------------------- | ------------- |
| 1  | Кинематографическая вселенная Marvel | 32 443 930 205 | 37                 | 876 862 979        | Мстители: Финал                                 | 2 799 439 100 |
| 2  | Человек-паук                         | 11 169 650 800 | 16                 | 698 103 175        | Человек-паук: Нет пути домой                    | 1 922 624 170 |
| 3  | Звёздные войны                       | 10 379 200 357 | 12                 | 864 933 363        | Звёздные войны: Пробуждение силы                | 2 071 310 218 |
| 4  | Волшебный мир                        | 9 679 169 941  | 11                 | 879 924 540        | Гарри Поттер и Дары Смерти. Часть 2             | 1 342 480 797 |
| 5  | Джеймс Бонд                          | 7 902 449 407  | 27                 | 292 683 311        | 007: Координаты «Скайфолл»                      | 1 108 594 137 |
| 6  | Мстители                             | 7 777 410 723  | 4                  | 1 944 352 681      | Мстители: Финал                                 | 2 799 439 100 |
| 7  | Люди Икс                             | 7 427 183 331  | 14                 | 530 513 095        | Дэдпул и Росомаха                               | 1 317 918 955 |
| 8  | Форсаж                               | 7 321 258 107  | 11                 | 665 568 919        | Форсаж 7                                        | 1 515 342 457 |
| 9  | Расширенная вселенная DC             | 7 206 682 570  | 15                 | 480 445 505        | Аквамен                                         | 1 152 028 393 |
| 10 | Бэтмен                               | 7 060 946 889  | 18                 | 392 274 827        | Тёмный рыцарь: Возрождение легенды              | 1 085 289 416 |
| 11 | Парк юрского периода                 | 6 875 768 370  | 7                  | 982 252 624        | Мир юрского периода                             | 1 671 537 444 |
| 12 | Средиземье                           | 5 946 694 146  | 7                  | 849 527 735        | Властелин колец: Возвращение короля             | 1 151 462 071 |
| 13 | Гадкий я                             | 5 618 119 259  | 6                  | 936 353 210        | Миньоны                                         | 1 159 457 503 |
| 14 | Трансформеры                         | 5 422 089 124  | 10                 | 602 454 347        | Трансформеры 3: Тёмная сторона Луны             | 1 123 794 079 |
| 15 | Аватар                               | 5 243 956 307  | 2                  | 2 621 978 154      | Аватар                                          | 2 923 706 026 |
| 16 | Миссия невыполнима                   | 4 738 327 457  | 8                  | 592 290 932        | Миссия невыполнима: Последствия                 | 791 658 205   |
| 17 | Пираты Карибского моря               | 4 524 779 066  | 5                  | 904 955 813        | Пираты Карибского моря: Сундук мертвеца         | 1 066 179 747 |
| 18 | Шрек                                 | 4 023 706 921  | 6                  | 670 617 820        | Шрек 2                                          | 932 396 221   |
| 19 | Сумерки                              | 3 378 855 943  | 5                  | 675 771 189        | Сумерки. Сага: Рассвет — Часть 2                | 848 593 948   |
| 20 | Король Лев                           | 3 362 562 989  | 4                  | 840 640 747        | Король Лев                                      | 1 663 079 059 |
| 21 | Голодные игры                        | 3 329 748 962  | 5                  | 665 949 792        | Голодные игры: И вспыхнет пламя                 | 865 011 746   |
| 22 | История игрушек                      | 3 259 394 882  | 5                  | 651 878 976        | История игрушек 4                               | 1 073 841 394 |
| 23 | Ледниковый период                    | 3 223 038 216  | 5                  | 644 607 643        | Ледниковый период 3: Эра динозавров             | 886 686 817   |
| 24 | Супермен                             | 3 156 133 142  | 11                 | 286 921 195        | Бэтмен против Супермена: На заре справедливости | 874 362 803   |
| 25 | Дэдпул                               | 2 906 807 624  | 3                  | 968 935 875        | Дэдпул и Росомаха                               | 1 317 918 955 |